# کشتار حدیثه
کشتار حدیثه اشاره به حوادثی است که طی آن ۲۴ غیرنظامی عراقی شامل کودک، زن و مرد توسط گروهی از تفنگداران دریایی آمریکا در شهر حدیثه در ۱۹ نوامبر ۲۰۰۵ کشته شدند.
بسیاری از قربانیان از فاصله نزدیک مورد اصابت گلوله واقع شده بودند و همه آن‌ها شهروندان عادی به شمار می‌رفتند. ادعا شده که این کشتار در انتقام کشته شدن یکی از اعضا گروه تفنگداران دریایی، کرپل میگل تارازاس، که در بمب گذاری کنار جاده‌ای در همان نزدیکی محل سکونت قربانیان عراقی‌ها منفجر شد، انجام شده‌است. بسیاری این کشتار را با حادثه کشتار می لای در ویتنام جنوبی همسان می‌دانند.

## پیش‌زمینه
از زمان تهاجم سال ۲۰۰۳ به عراق، نیروهای نظامی ایالات متحده برای کنترل سد حدیثه، یک تاسیسات بزرگ برق آبی، در حدیثه و مناطق مجاور آن مستقر شده بودند. این منطقه از آغاز جنگ عراق شاهد چندین درگیری بین نیروهای ایالات متحده و گروه‌های مسلح بوده است که منجر به تلفات زیادی از هر دو طرف شده است. 

## قتل‌عام
در ابتدا به پنج مرد عراقی شامل چهار مسافر و یک راننده تاکسی دستور خروج از ماشین داده می‌شود و در خیابان به ضرب گلوله کشته می‌شوند.
پس از این حادثه، ستوان کالوپ طبق اظهارات خود به بازرسان، در صحنه حاضر شد. کالوپ با ادعای اینکه از خانه‌های مجاور به آنان شلیک شد دستور تصرف خانه‌ها را می‌دهد. ۱۹ نفر از کشته شدگان در سه خانه مجاور بودند که تفنگداران دریایی ایالات متحده با استفاده از نارنجک و سلاح‌های سبک وارد آنها شدند.
پس از این حادثه، سپاه تفنگداران ایالات متحده بیانه‌ای مطبوعاتی در ۲۰ نوامبر ۲۰۰۵ منتشر کرد و کشته شدن ۱۵ غیر نظامی را بر اثر اصابت به بمب کنار جاده‌ای و عامل آن را گروه‌های مسلح عراقی معرفی کرد.
ایمان ولید، کودک نه ساله ای که شاهد این حادثه بود، ورود تفنگداران دریایی آمریکا به خانه آنها را توصیف کرد. او گفت: «من نمی توانستم چهره آنها را به خوبی ببینم - اسلحه‌های آنها به در گیر می‌کرد. من دیدم که آنها به پدربزرگم تیراندازی کردند، ابتدا به سینه و سپس به سرشان. سپس مادربزرگ مرا کشتند.»
طبق اظهارات رئیس بیمارستان محلی حدیثه، دکتر وحید، ۲۴ جسد با دو هاموی آمریکایی حوالی نیمه شب ۱۹ نوامبر به بیمارستان آورده شدند. 
در حالی که تفنگداران دریایی ادعا می‌کردند که قربانیان بر اثر اصابت ترکش بمب کنار جاده ای کشته شده‌اند، دکتر وحید گفت که اثری از ترکش در هیچ‌یک از اجساد دیده نشده است.

## فاش شدن

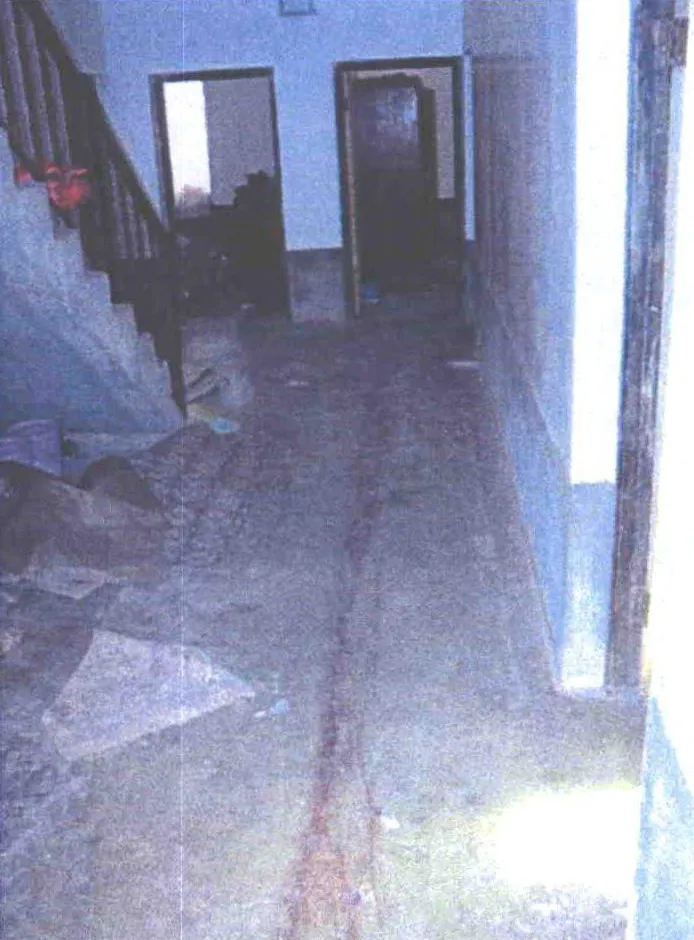
رد خون بجای مانده در خانه آیدا یاسین جایی که او، خواهرش و پنج فرزند از شش فرزندش توسط تفنگداران دریایی ایالات متحده کشته شدند.

ویدیو ضبط شده از محل وقوع حادثه توسط یک عضو سازمان حقوق بشری عراقی، به نام طاهر ثابت که گزارش روزنامه تایم بر اساس او بوده است عامل فاش شدن این حادثه است. اگرچه در طول تحقیقات به تصاویر ضبط شده گوشی تلفن همراه یکی از تفنگداران هم استناد شده است.
ویدئویی که توسط ثابت گرفته شده، اجساد زنان و کودکان را با زخم‌های گلوله، سوراخ‌های گلوله در دیوارهای داخل خانه و لکه‌های خون روی زمین نشان می‌دهد. 